# Мбере (департамент)
Мбере — департамент регіону Адамава в Камеруні. Департамент займає площу 14 267 км² і станом на 2001 рік мав 185 473 населення. Адміністративний центр департаменту розташований в Мейнганга.

## Підрозділи
Департамент адміністративно поділяється на округи та комуни, а потім на села.
- Дір
- Джохонг
- Мейганга
- Нгауї